# Hanns-Martin-Schleyer-Halle
Hanns-Martin-Schleyer-Halle (soms afgekort tot Schleyer-Halle) is een overdekte arena in Stuttgart, Duitsland. De capaciteit van de arena kan oplopen tot 15.000 mensen. De locatie werd gebouwd in 1983 en is vernoemd naar Hanns Martin Schleyer, een voormalige Duitse SS-officier en werkgeversvertegenwoordiger, die werd ontvoerd en vermoord door de terroristische groepering RAF.

## Sportevenementen
In de arena vond de laatste fase van het Europese basketbalkampioenschap van 1985 plaats. 
In de arena vond de Porsche Tennis Grand Prix plaats. De arena was ook al eens gastheer van de Stuttgart Masters.
De arena wordt ook gebruikt als wielerbaan en werd gebruikt als gastlocatie voor de UCI Wereldkampioenschappen baanwielrennen 2003.

## Concerten
Depeche Mode trad zeven keer op in het stadion: de eerste was op 2 november 1987 tijdens hun Music for the Masses Tour. Op 11 april 2002 hield de Ierse vocale popband Westlife een concert voor hun World of Our Own Tour ter ondersteuning van hun album World of Our Own. In juli 2009 gaf Elton John een uitverkocht concert in de Schleyerhalle. 